# Microcerculus philomela
La ratona oscura (Microcerculus philomela) es una especie de ave paseriforme de la familia Troglodytidae. Es nativa de América Central: Belice, Costa Rica, Guatemala, Honduras, México y Nicaragua. Su hábitat es el bosque húmedo tropical y subtropical. No tiene subespecies reconocidas.